# (36141) 1999 RF170
1999 أر أف 170 (ويعرف أيضًا باسم (36141) 1999 أر أف 170 وفق تسمية الكوكب الصغير) (بالإنجليزية: 1999 RF170)‏ هو كويكب ضمن حزام الكويكبات؛ وترتيبه 36141 من حيث الاكتشاف.
اكتُشف هذا الجُرم الفلكي بواسطة بحث لنكولن عن الكويكبات القريبة من الأرض في 9 سبتمبر عام 1999.

## وصلات خارجية
- (36141) 1999 RF170 في قاعدة بيانات مختبر الدفع النفاث لأجرام النظام الشمسي الصغيرة

- الاكتشاف · مخطط المدار ·  العناصر المدارية · المعلمات المادية

- (36141) 1999 RF170 على موقع ويكي سكاي: DSS2, SDSS, GALEX, IRAS, Hydrogen α, X-Ray, Astrophoto, Sky Map, Articles and images